# StarCraft II: Legacy of the Void
StarCraft II: Legacy of the Void é um jogo eletrônico para computador de estratégia e ficção científica militar, desenvolvido pela Blizzard Entertainment como a segunda expansão (a primeira foi o Heart of the Swarm) para o jogo Wings of Liberty, encerrando a trilogia StarCraft II.
Essa expansão trouxe novas unidades para jogo e melhorias no sistema multiplayer, se comparado aos seus antecessores, além de continuar a história da saga com uma campanha focando a espécie Protoss. O hierarca protoss Artanis, é um dos personagens principais.
O primeiro anúncio oficial das mudanças do jogo para a trilogia foram feitos em novembro de 2014. Foram anunciados mudanças em unidades no multiplayer, além de um vídeo de cinemática para a campanha. Uma novidade também é que não será necessário ter adquirido os dois primeiros jogos (Wings of Liberty e Heart of the Swarm) para jogar esta expansão. Em 31 de março de 2015 foi liberada a versão beta do jogo.
O jogo foi lançado oficialmente em 10 de novembro de 2015 e vendeu mais de 1 milhão de cópias no seu primeiro dia de vendas, segundo a Blizzard. Legacy of the Void também foi bem recebido pela crítica, conquistando nota 88 (de 100) no site Metacritic.